# 다가올 세상
다가올 세상(Things To Come)은 영국에서 제작된 윌리엄 캐머런 멘지스 감독의 1936년 SF 영화이다. H. G. 웰스의 소설을 바탕으로 제작되었다. 레이몬드 머시 등이 주연으로 출연하였고 알렉산더 코르다 등이 제작에 참여하였다.

## 출연

### 주연
- 레이몬드 머시
- 에드워드 챔프먼
- 랠프 리처드슨

### 조연
- 세드릭 하드윅
- 소피 스튜어트
- 앤 토드
- 찰스 카슨

## 제작진
- 원작자: 허버트 조지 웰스
- 미술: 빈센트 코르다
- 의상: 린 허버트
- 의상: 존 암스트롱